# エフレン・ラミレッツ
エフレン・ラミレッツ（Efren Ramirez, 1973年10月2日 - ）は、アメリカ合衆国カリフォルニア州ロサンゼルス生まれの俳優・プロデューサー。

## 来歴
1972年にカリフォルニア州ロサンゼルスで生まれる。サルバドール人とメキシコ人の血を引いていた。13歳の時から演技のトレーニングを始めて、ロサンゼルスにある多くの劇場の舞台を踏む。1994年にポール・ウォーカーら出演のSFコメディ映画に出演して映画デビュー。それ以来脇役としていくつかの映画やテレビドラマに出演。
2004年に映画『ナポレオン・ダイナマイト』に出演して、ジョン・ヘダー演じるオタクな主人公の親友でメキシコ人転校生のペドロ・サンチェスを演じる。当初低予算で公開館数も少なかったが、口コミが人を呼び大ヒットにつながり、ラミレッツの名前も認知されるようになる。この出演がきっかけで、ミュージック・グループのG・ラヴ&スペシャル・ソースやアシュリー・シンプソンなどのミュージック・ビデオへ出演。なお、後者ではアシュリー・シンプソンのボーイフレンド役を演じている。
この映画の興行的な成功を受け、両親のために家を購入。また、プロデューサーとしても活動している。
1998年には『バフィー 〜恋する十字架〜』に出演していた女優のIyari Limonと婚約していたが、翌年破局。また『ナポレオン・ダイナマイト』で共演したジョン・ヘダーと同じく、ラミレッツにも双子の兄弟がいる。

## 出演作品

### 映画
- Tammy and the T-Rex (1994)
- Jury Duty (1995)
- ミラクル・アドベンチャー/カザーン Kazaan (1996)
- Melting Pot (1998)
- Rave (2000)
- Delivering Milo (2001)
- ナポレオン・ダイナマイト Napoleon Dynamite (2004)
- Just Hustle (2004)
- ウォークアウト/勇気ある反乱 Walkout (2006)※テレビ映画
- ガールズ・アタック All You've Got (2006)
- アドレナリン Crank (2006)
- めざせ!スーパーの星 Employee of the Month (2006)
- アドレナリン:ハイ・ボルテージ Crank: High Voltage (2009)
- アメリカン・ドリーマーズ The Pool Boys (2011)
- 俺たちサボテン・アミーゴ Casa de mi Padre (2012)
- 栄光のワンチーム Varsity Punks (2016)
- 史上最悪の学園生活 Middle School: The Worst Years of My Life (2016)
- バズ・ライトイヤー Lightyear (2022)※声の出演

### テレビドラマ
- Dangerous Minds (1996)
- Nothing Sacred (1997)
- Chicken Soup for the Soul (1999)
- ボストン・パブリック Boston Public (2000)
- ER緊急救命室 ER (2003)
- The District (2004)
- マッドTV! Mad TV (2006)
- Scrubs (2007)
- コンスタンティン Constantine (2015)

### テレビアニメ
- El Tigre: The Adventures of Manny Rivera (2007)
- アメリカン・ダッド American Dad! (2007)